# Fort Hunt
Fort Hunt est une census-designated place du comté de Fairfax dans l’État de Virginie, aux États-Unis.
Dans Fort Hunt se trouve le Fort Hunt Park (en), un ancien camp militaire désormais administré par le National Park Service et intégré au George Washington Memorial Parkway (en).